# Kamuta Latasi
Kamuta Latasi (sz. 1936) Tuvalu miniszterelnöke volt 1993 és 1996 között.

## Politikai pályafutása
Az 1993. szeptember 3-i választásokon patthelyzet alakult ki, így a főkormányzó feloszlatta a parlamentet és novemberben ismét választást tartottak, aminek eredményeként Bikenibeu Paeniu után Kamuta Latasi lett az ország miniszterelnöke. 1996. decemberéig vezette az országot, ám akkor elvesztett egy váratlan bizalmatlansági szavazást a parlamentben és ezzel kormányfői tevékenysége végetért. Utódja  Paeniu lett.
Latasi kormányzásának egyik emlékezetes döntését a Union Jacket is tartalmazó zászló ügyében hozta, amikor az ország zászlajából eltüntette a brit zászlót. Ez az intézkedés rövid életűnek bizonyult, mert utóda visszaállította a régi zászlót.

## Magánélete
Felesége, Naama Maheu Latesi szintén parlamenti képviselő volt 1989 és 1997 között.